# Daryl Stuermer

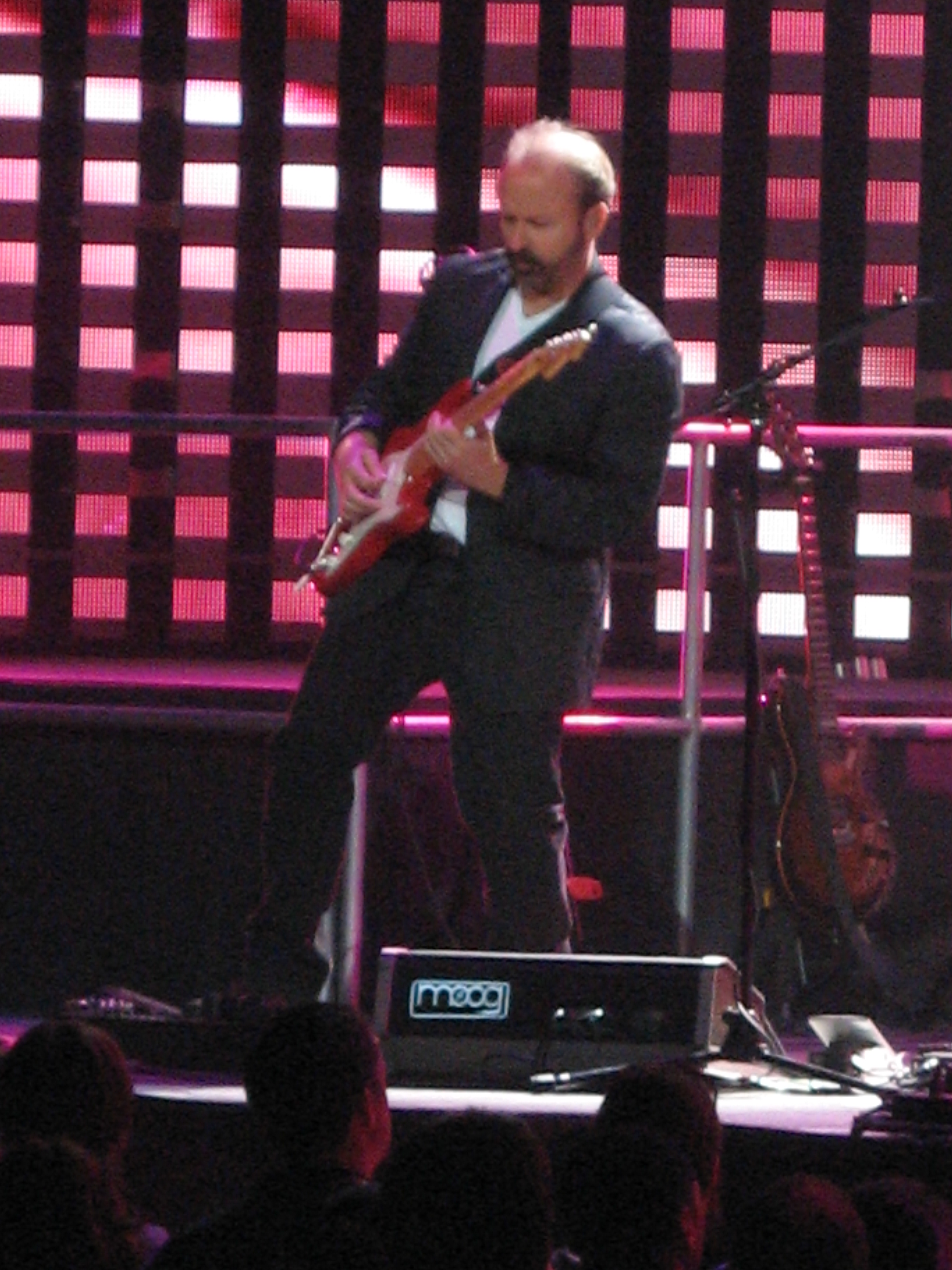
Daryl Stuermer

Daryl Mark Stuermer (Milwaukee, 27 november 1952) is een Amerikaans fusiongitarist.

## Loopbaan
Stuermer was vanaf 1978 tot aan de tournee Turn It On Again in 2007 gitarist tijdens de liveoptredens van Genesis, maar was formeel nooit lid van die band.

## Discografie

### metJean-Luc Ponty
| Album met eventuele hitnotering(en) in de Nederlandse Album Top 100 | Datum van verschijnen | Datum van binnenkomst | Hoogste positie | Aantal weken | Opmerkingen |
| ------------------------------------------------------------------- | --------------------- | --------------------- | --------------- | ------------ | ----------- |
| Aurora                                                              | 1975                  | -                     |                 |              | Atlantic    |
| Imaginary                                                           | 1976                  | -                     |                 |              | Atlantic    |
| Enigmatic Ocean                                                     | 1977                  | -                     |                 |              | Atlantic    |
| Civilized Evil                                                      | 1981                  | -                     |                 |              | Atlantic    |

### metGeorge Duke
| Album met eventuele hitnotering(en) in de Nederlandse Album Top 100 | Datum van verschijnen | Datum van binnenkomst | Hoogste positie | Aantal weken | Opmerkingen |
| ------------------------------------------------------------------- | --------------------- | --------------------- | --------------- | ------------ | ----------- |
| I Love The Blues She Heard me Cry                                   | 1975                  | -                     |                 |              | Polydor     |
| Liberated Fantasies                                                 | 1976                  | -                     |                 |              | BASF        |

### metJoan Armatrading
| Album met eventuele hitnotering(en) in de Nederlandse Album Top 100 | Datum van verschijnen | Datum van binnenkomst | Hoogste positie | Aantal weken | Opmerkingen |
| ------------------------------------------------------------------- | --------------------- | --------------------- | --------------- | ------------ | ----------- |
| The Key                                                             | 1983                  | 19-03-1983            | 11              | 10           | A&M         |

### metFrida(Abba)
| Album met eventuele hitnotering(en) in de Nederlandse Album Top 100 | Datum van verschijnen | Datum van binnenkomst | Hoogste positie | Aantal weken | Opmerkingen |
| ------------------------------------------------------------------- | --------------------- | --------------------- | --------------- | ------------ | ----------- |
| Something's going on                                                | 1982                  | 18-09-1982            | 4               | 13           | Epic        |

### metTony Banks(Genesis)
| Album met eventuele hitnotering(en) in de Nederlandse Album Top 100 | Datum van verschijnen | Datum van binnenkomst | Hoogste positie | Aantal weken | Opmerkingen |
| ------------------------------------------------------------------- | --------------------- | --------------------- | --------------- | ------------ | ----------- |
| The Fugitive                                                        | 1984                  | -                     |                 |              | Charisma    |
| Still                                                               | 1992                  | -                     |                 |              | Giant       |

### metMike Rutherford(Genesis)
| Album met eventuele hitnotering(en) in de Nederlandse Album Top 100 | Datum van verschijnen | Datum van binnenkomst | Hoogste positie | Aantal weken | Opmerkingen |
| ------------------------------------------------------------------- | --------------------- | --------------------- | --------------- | ------------ | ----------- |
| Acting very Strange                                                 | 1984                  | -                     |                 |              | Atlantic    |

### metPhilip Bailey
| Album met eventuele hitnotering(en) in de Nederlandse Album Top 100 | Datum van verschijnen | Datum van binnenkomst | Hoogste positie | Aantal weken | Opmerkingen |
| ------------------------------------------------------------------- | --------------------- | --------------------- | --------------- | ------------ | ----------- |
| Chinese Wall                                                        | 1984                  | 05-01-1985            | 9               | 23           | Colombia    |

### metPhil Collins(Genesis)
| Album met eventuele hitnotering(en) in de Nederlandse Album Top 100 | Datum van verschijnen | Datum van binnenkomst | Hoogste positie | Aantal weken | Opmerkingen          |
| ------------------------------------------------------------------- | --------------------- | --------------------- | --------------- | ------------ | -------------------- |
| Face Value                                                          | 1981                  | 21-02-1981            | 1(4wk)          | 21           | Virgin               |
| Hello...I Must Be Going                                             | 1983                  | 13-11-1982            | 2               | 19           | Atlantic             |
| No Jacket Required                                                  | 1985                  | 02-03-1985            | 1(10wk)         | 30           | Atlantic             |
| ...But Seriously                                                    | 1989                  | 02-12-1989            | 1(6wk)          | 77           | Atlantic             |
| Seriously hits Live                                                 | 1990                  | 17-11-1990            | 1(5wk)          | 73           | Livealbum / Atlantic |
| Dance Into the Light                                                | 1996                  | 26-10-1996            | 3               | 19           | Atlantic             |
| Hot Night In Paris                                                  | 1998                  | -                     |                 |              | Atlantic             |
| ...Hits                                                             | 1998                  | 10-10-1998            | 1(1wk)          | 64           | Atlantic             |
| Testify                                                             | 2002                  | 23-11-2002            | 2               | 48           | Atlantic             |

### metGenesis
| Album met eventuele hitnotering(en) in de Nederlandse Album Top 100 | Datum van verschijnen | Datum van binnenkomst | Hoogste positie | Aantal weken | Opmerkingen                  |
| ------------------------------------------------------------------- | --------------------- | --------------------- | --------------- | ------------ | ---------------------------- |
| Three Sides Live                                                    | 1982                  | 19-06-1982            | 7               | 12           | Livealbum / Atlantic         |
| Knebworth Concert                                                   | 1990                  | -                     |                 |              | Diverse artiesten / Atlantic |
| The Way We Walk Vol 1 - The Shorts                                  | 1992                  | 28-11-1992            | 10              | 19           | Livealbum / Atlantic         |
| The Way We Walk Vol 2 - The Longs                                   | 1993                  | 16-01-1993            | 4               | 17           | Livealbum / Atlantic         |

### Soloalbums
| Album met eventuele hitnotering(en) in de Nederlandse Album Top 100 | Datum van verschijnen | Datum van binnenkomst | Hoogste positie | Aantal weken | Opmerkingen        |
| ------------------------------------------------------------------- | --------------------- | --------------------- | --------------- | ------------ | ------------------ |
| Steppin' Out                                                        | 1987                  | -                     |                 |              | GRP                |
| Live & Learn                                                        | 1998                  | -                     |                 |              | Urban Island       |
| Another Side of Genesis                                             | 2000                  | -                     |                 |              | Urban Island       |
| Waiting in the Wings                                                | 2001                  | -                     |                 |              | Urban Island Music |
| Sweetbottom Live the Reunion                                        | 2003                  | -                     |                 |              | Urban Island Music |
| Retrofit                                                            | 2004                  | -                     |                 |              | Urban Island       |
| Go                                                                  | 2007                  | -                     |                 |              | Inside Out         |